# Zakia Meghji
Zakia Meghji (31 de dezembro de 1946) é uma política tanzaniana que desempenhou as funções de Ministra das Finanças entre 2006 e 2008. Foi a primeira mulher a ocupar este cargo. Foi também ministra do Turismo, e a mais antiga ministra do Turismo do país.
Zakia Hamdani Meghji, filha de Mohammed Abdulrahman Hamdani e da sua esposa Salama Rubeya El-Genzel, formou-se na Universidade de Dar es Salaam (UDSM) em 1971 com um bacharelato em artes. De 1971 a 1972 foi professora numa escola secundária em Dar es Salaam e depois de 1972 a 1978 foi chefe de departamento e professora principal no Colégio Cooperativo em Moshi. Durante este período completou uma pós-graduação na UDSM, que completou em 1976 com um mestrado. De 1978 a 1986, trabalhou como responsável pela educação da Aliança Internacional de Cooperação (ICA) e entre 1984 e 1986 como presidente da Cooperativa de Poupança e Crédito baseada em Moshi, e depois de 1986 a 1988 como gestora de programas para mulheres e programas juvenis de desenvolvimento cooperativos na Tanzânia. Integrou a função pública e serviu como Comissário Distrital do Distrito Rural de Moshi de 1988 a 1990, e depois como Comissário Regional da Região de Kilimanjaro de 1990 a 1992.
Em 1992, Zakia Hamdani Meghji, que é membro do CCM Revolution Party (Chama Chama Mapinduzi), tornou-se Vice-Ministra da Saúde e, em 1994, assumiu o cargo de Ministra da Saúde no gabinete do Primeiro-Ministro Cleopa David Msuya, que também ocupou no governo subsequente do Primeiro-Ministro Frederick Sumaye de 1995 a 1997. Como parte de uma remodelação governamental, sucedeu a Juma Ngasongwa como Ministra dos Recursos Naturais e Turismo no Gabinete sumaye entre 1997 e a sua substituição por Anthony Diallo em 2005. Em 2005, foi nomeada membro da Assembleia Nacional pelo Presidente Jakaya Kikwete, da qual foi membro até 2010.
Em 4 de janeiro de 2006, o Presidente Jakaya Kikwete nomeou Meghji como Ministra das Finanças no gabinete do Primeiro-Ministro Edward Lowassa. Asha-Rose Migiro foi nomeado Ministro dos Negócios Estrangeiros, Juma Kapuya como Ministro da Defesa e John Chiligati como Ministro do Interior. Como ministra das Finanças, foi também membro do Conselho De governadores do Fundo Monetário Internacional (UWF). Ocupou o cargo de Ministra das Finanças até ser substituída por Mustafa Mkulo em 13 de fevereiro de 2008. Como parte da formação do governo, Hussein Mwinyi tornou-se Ministro da Defesa e Lawrence Masha tornou-se Ministro do Interior, enquanto Bernard Membe permaneceu ministro dos Negócios Estrangeiros. Em novembro de 2012, substituiu Mwigulu Nchemba como Secretário do Comité Central de Economia e Finanças da CCM.